# 中国人民政治协商会议四川省委员会
中国人民政治协商会议四川省委员会，简称四川省政协，是中国人民政治协商会议在四川省的地方组织机构。前身是四川省各界人民代表会议协商委员会。1950年6月，原川东、川南、川西、川北行政区分别召开各界人民代表会议，选举产生了各区的各级代表会议协商委员会。1955年统一为四川省政协，于当年1月20日在成都举办第一次政协会议。目前四川省政协共换有十三届委员会，现任四川省政协主席是田向利。

## 历届领导

### 第一届
- 任期：1955年1月－1959年7月
- 主席：李井泉
- 副主席：刘文辉、赵林、张曙时、李筱亭、但懋辛、程子健、胡子昂、徐孝刚、潘大逵、廖志高（1956年3月－）、降央伯姆（1956年3月－）、夏克刀登（1956年3月－）、果基木古（1956年3月－）、徐崇林（1957年4月－）、彭劭农（1957年4月－）

### 第二届
- 任期：1959年7月－1963年9月
- 主席：李井泉
- 副主席：廖志高、但懋辛、程子健、张曙时、李筱亭、徐崇林、彭劭农、果基木古、夏克刀登、龚逢春、余际唐、彭迪先、田一平、华尔功臣烈

### 第三届
- 任期：1963年9月－1977年12月
- 主席：李井泉 → 廖志高（1965年12月－）
- 副主席：廖志高、杜心源、但懋辛、程子健、张曙时、彭迪先、徐崇林、彭劭农、阿旺嘉措、果基木古、余际唐、田一平、华尔功臣烈、刘星垣、李宗林（1965年12月－）、谷志标（1965年12月－）、罗承烈（1965年12月－）

### 第四届
- 任期：1977年12月－1983年4月
- 主席：杜心源 → 任白戈
- 副主席：杨超、张秀熟、童少生、谷志标、张呼晨、彭迪先、石础、王定一、任景龙、罗承烈、徐崇林、果基木古、赵孟明、乔钟灵、田一平、刘星垣、降央伯姆、白认（1979年5月－）、赵欲樵（1979年5月－）、王腾波（1979年5月－）、刘云波（1979年5月－）、刘披云（1979年5月－）、周钦岳（1979年5月－）、李振（1979年5月－）、柯召（1979年5月－）、曹钟梁（1979年12月－）、刘文珍（1979年12月－）、罗志敏（1979年12月－）、骆是愚（1982年3月－）、潘大逵（1982年3月－）

### 第五届
- 任期：1983年4月－1988年2月
- 主席：杨超 → 冯元蔚（1985年5月－）
- 副主席：周颐、余洪远、周钦岳、潘大逵、王定一、罗承烈、徐崇林、任景龙、李振、骆是愚、柯召、田一平、李培根、果基木古、降央伯姆、邓自力、王黎之（1984年6月－）、杨代蒂（1984年6月－）、黄启璪（1985年5月－）、李维嘉（1985年5月－）、冯达仕（1985年5月－）、张广钦（1985年5月－）、杨岭多吉（1986年5月－）

### 第六届
- 任期：1988年2月－1993年2月
- 主席：廖伯康
- 副主席：王于、王叔云、王黎之、冯达仕、刘纯夫、辛文、李培根、杨代蒂、杨岭多吉、吴汉家、陈祖湘、柯召、姜泽亭、降央伯姆、李克光（1990年2月－）、孔萨益多（？－）

### 第七届
- 任期：1993年2月－1998年1月
- 主席：聂荣贵
- 副主席：杨岭多吉、刘元瑄、刘昌杰、陈祖湘、李克光、杨代蒂、孔萨益多、刘诗白、张廷翰、曾平江、韩邦彦（－1996年1月）、王于（－1996年1月）、辛文（－1996年1月）、刘绍先（1995年2月－）、罗元俊（1995年2月－）、郝振贤（1996年1月－）、章玉钧（1996年1月－）

### 第八届
- 任期：1998年1月－2003年1月
- 主席：聂荣贵
- 副主席：曾平江、孙同川、史志义、郝振贤、章玉钧、阿称、杨光华、陈官权、吴正德、陈昌智、苟建丽、唐运张

### 第九届
- 任期：2003年1月－2008年1月
- 主席：秦玉琴
- 副主席：孙同川、冯崇泰、刘绍先、李进、王恒丰、陈官权、吴正德、阿称、苟建丽、何志尧、陈杰、肖光成、刘应明、陈次昌

### 第十届
- 任期：2008年1月－2013年1月
- 主席：陶武先
- 副主席：晏永和、陈光志、吴正德、陈杰、陈次昌、解洪、曾清华、张雨东、黄润秋
- 秘书长：吴果行

### 第十一届
- 任期：2013年1月－2018年1月[3]
- 主席：李崇禧（免职） → 柯尊平
- 副主席：晏永和、张雨东、黄润秋、高烽、崔保华、翟占一、杨兴平、王正荣、赵振铣、崔保华（2017年1月－）、刘捷（2017年1月－）、邓川（2017年1月－）
- 秘书长：高烽

### 第十二届
- 任期：2018年1月[4]－2023年1月
- 主席：柯尊平（－2022年1月） → 田向利（2022年1月－）
- 副主席：崔保华（－2022年1月）、钟勉、张雨东（－2021年9月）、王正荣（－2021年1月）、赵振铣、陈放（－2021年9月）、林书成、欧阳泽华、祝春秀、李昌平（2019年1月－）、杜和平（2020年5月－）、刘成鸣（2020年5月－）、曲木史哈（2021年2月－）、杨克宁（2021年2月－）、甘霖（2022年1月－2022年6月）、尧斯丹（2022年1月－）、杨丹（2022年1月－）
- 秘书长：王建军（－2021年2月） → 兰开驰（2021年2月－）

### 第十三届
- 任期：2023年1月－
- 主席：田向利
- 副主席：钟勉、杜和平、尧斯丹（－2025年1月）、林书成、欧阳泽华、刘成鸣、杨丹、谢商华、刘旭光、许唯临
- 秘书长：李建勤（－2025年1月） → 马波（2025年1月－）